# Geelong Football Club
Geelong Football Club, apodados como the Cats, es un equipo de fútbol australiano profesional que juega en la Australian Football League. Su sede se encuentra en Geelong, una ciudad del estado de Victoria, y juega en Kardinia Park.
Fundado en 1859, es el segundo equipo más antiguo del campeonato, tan solo por detrás del Melbourne Football Club.

## Historia
El equipo de fútbol de Geelong surge originalmente el 18 de julio de 1859, lo que lo convierte en el tercer equipo de fútbol australiano de la historia (por delante están Melbourne FC y Castlemaine FC) y el segundo presente en la AFL. Comenzó jugando en torneos regionales, para después pasar a formar parte de la Victorian Football Association, donde vencieron en varias ediciones.
Más tarde pasó a ser uno de los ocho equipos fundadores de la Victorian Football League (actual AFL). Durante varios años el equipo pasó a ser conocido como Geelong Pivotonians, pero desde 1923 pasó a tomar el nombre de Geelong Cats. Su apodo surge después de que un dibujante local sugiriera irónicamente que, tras una mala racha de resultados, lo que necesitaba el club era un gato negro que les diese buena suerte. Poco después, un gato negro saltó al campo en mitad de un partido que el equipo ganó, por lo que decidieron tomar ese apodo como suyo.
En 1925 ganaron su primer campeonato de la VFL, siendo el primer equipo de fuera de Melbourne en lograrlo. Ese mismo año consiguió el patrocinio de la empresa Ford, relación que han mantenido con Geelong hasta el día de hoy en lo que es conocido como uno de los patrocinios deportivos más duraderos de la historia. Los Cats repetirían victoria en 1931 y 1937.
Al término de la Segunda Guerra Mundial, se logra recomponer la plantilla y Geelong vuelve a ser un competidor por el torneo. Logran ganarlo en 1951, y lo revalidan en 1952. Sin embargo, años después pasarían una mala racha por la que el club pasa a ocupar las últimas posiciones de la liga regular.
Su último campeonato de liga en el siglo XX fue en 1962. Desde entonces, y a pesar de que los Cats han cuajado buenas temporadas con liderazgos en liga regular y otros trofeos individuales, la franquicia no volvió a ganar el campeonato final hasta 2007. Tras 44 años sin lograrlo, los Cats vencieron a Port Adelaide en la Gran Final y lograron su séptimo campeonato. Repitió final en 2008, con derrota frente a Hawthorn; en 2009, con victoria ante St. Kilda, y en 2011 frente a Collingwood.

## Estadio
Geelong juega en un estadio de su ciudad, conocido como Kardinia Park, que cuenta con capacidad para 27.000 espectadores.

## Palmarés
- Australian Football League: 10 (1925, 1931, 1937, 1951, 1952, 1963, 2007, 2009, 2011, 2022)
- Liga regular: 11 (1952, 1954, 1962, 1963, 1980, 1981, 1992, 2007, 2008, 2019, 2022)
- Victorian Football Association: 7 (1878, 1879, 1880, 1882, 1883, 1884, 1886)